# تفاوت الرعاية الصحية بين الجنسين

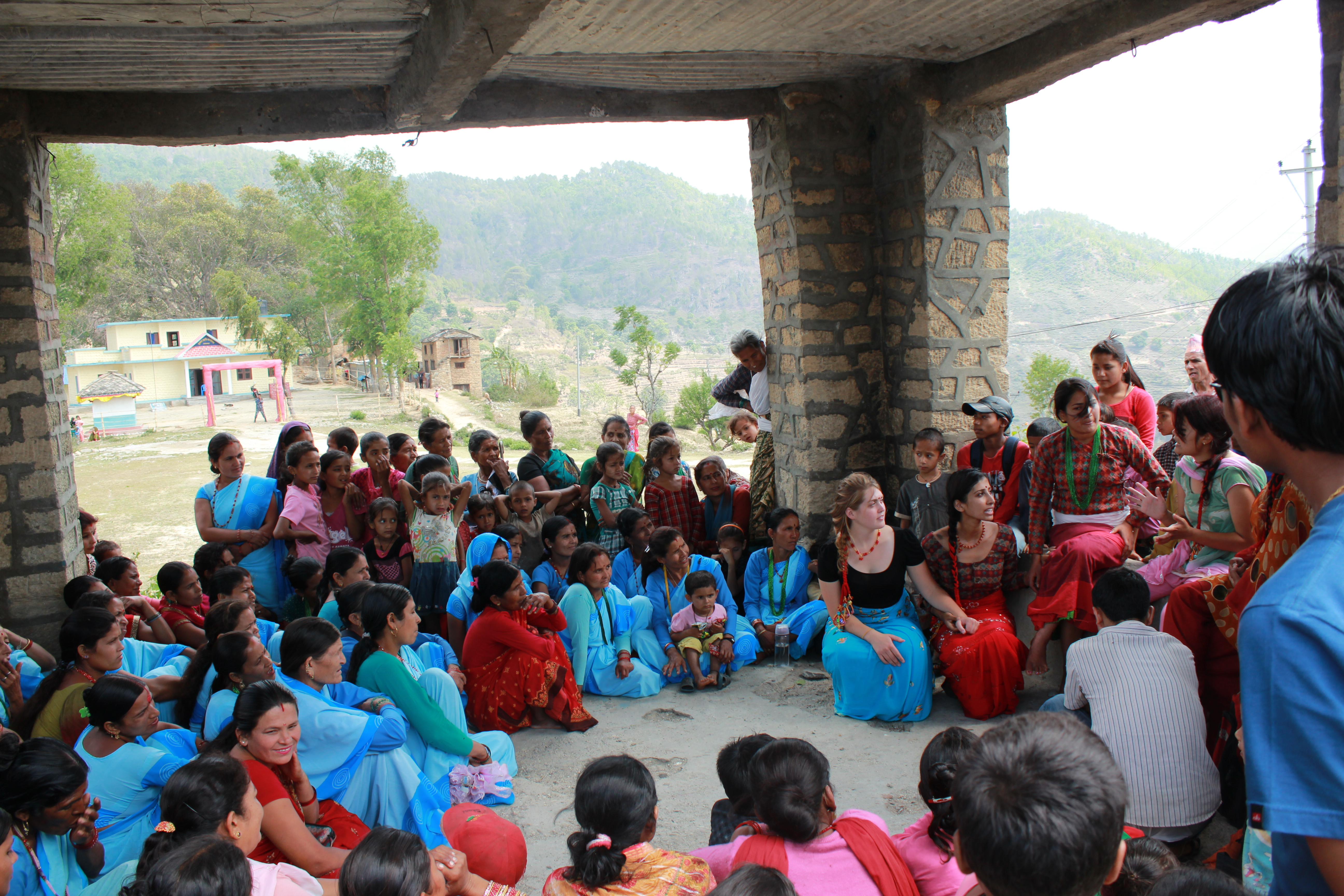
تدريس صحة المجتمع الشامل

حددت منظمة الصحة العالمية (بالأنجليزية: WHO) مفهوم الصحة بأنها «حالة من الصحة البدنية والعقلية والاجتماعية الكاملة وليس مجرد غياب المرض أو العجز.»  هذا المفهوم تم تحديده من قبل تقرير التنمية في العالم لعام 2012 كواحد من اثنين من أهم ثروات رأس المال البشري، فالصحة يمكن أن يؤثر على قدرة الفرد على الوصول إلى إمكاناته الكاملة في المجتمع. ومع أن المساواة بين الجنسين قد حققت أكبر قدر من التقدم في مجالات مثل التعليم ومشاركة القوى العاملة، فإن عدم المساواة فيما يخص الصحة بين الرجال والنساء ما زالت تعصف بالعديد من المجتمعات اليوم. وبينما يواجه كلاً من الذكور والإناث تفاوتات صحية، فإن الفتيات والنساء تعاني من غالبية التفاوتات الصحية. يأتي ذلك من حقيقة أن العديد من الإيديولوجيات والممارسات الثقافية قد نظمت المجتمع بطريقة تجعل النساء أكثر عرضة للإساءة وسوء المعاملة، مما يجعلهن أكثر عرضة للأمراض والموت المبكر. كما تُحظر النساء من تلقي العديد من الفرص، مثل التعليم والعمل المأجور، والتي بدورها يمكن أن تساعد في تحسين إمكانية وصولهن إلى موارد الرعاية الصحية الأفضل.

## تعريف التفاوت الصحي
لقد حددت منظمة الصحة العالمية مفهوم التباين الصحي على أنه الاختلافات في الرعاية الصحية التي تلقتها مجموعات مختلفة من الناس والتي لا يمكن تجنبها فحسب، بل إنها غير قابلة للتطبيق وغير عادلة. إن وجود التفاوت الصحي يعني أن العدالة الصحية لا توجد في أجزاء كثيرة من العالم. يشير مصطلح المساواة في الصحة إلى الحالة التي يكون فيها لكل فرد فرصة عادلة لتحقيق إمكاناته الصحية الكاملة. وعمومًا، يُفهم مصطلح «التفاوت الصحي» أو «التفاوتات الصحية» على نطاق واسع على أنه الاختلافات في الصحة بين الأشخاص الذين يتواجدون في مواقع مختلفة في التسلسل الهرمي الاجتماعي - الاقتصادي.

## النوع الاجتماعي كمحور الاختلاف

### النوع الاجتماعي كمحور الاختلاف
إن الهياكل الاجتماعية في العديد من البلدان تعمل على إدامة تهميش المرأة وقمعها في شكل معايير ثقافية وقوانين قانونية. وكنتيجة لهذا النظام الاجتماعي غير المتكافئ، عادة ما يتم إنزال النساء إلى مواقع يقل لديهن فيها القدرة على الوصول إلى موارد الرعاية الصحية والسيطرة عليها، مما يجعل النساء أكثر عرضة للمعاناة من المشاكل الصحية أكثر من الرجال. على سبيل المثال، غالباً ما تكون النساء اللواتي يعشن في مناطق ذات نظام أبوي أقل احتمالية لتلقي التعليم العالي أو العمل في سوق العمل المدفوع الأجر بسبب التمييز بين الجنسين. ونتيجة لذلك، فإن متوسط العمر المتوقع للإناث عند الولادة الذين يتصفون برفاه التغذية والحصانة ضد الأمراض المعدية وغير المعدية غالباً ما تكون أقل من مثيلتها لدى الرجال.

### التفاوت ضد الذكور
في حين أن غالبية التفاوتات العالمية في الصحة بين الجنسين ترجح ضد النساء، هناك حالات يميل فيها الرجال إلى أن يصبحوا أكثر فقراً. إحدى هذه الحالات هي النزاعات المسلحة، حيث يكون الرجال في الغالب هم الضحايا المباشرين. أظهرت دراسة حول الصراعات في 13 دولة من عام 1955 إلى عام 2002 أن 81٪ من جميع حالات الوفيات بسبب العنف كانت من الذكور. وبصرف النظر عن النزاعات المسلحة، فإن المناطق ذات معدلات العنف المرتفعة مثل المناطق التي تسيطر عليها عصابات المخدرات ترى أيضاً أن الرجال يعانون من معدلات وفيات أعلى. هذا ينبع من المعتقدات الاجتماعية التي تربط بين المثل العليا للذكورة وبين السلوك العدواني والمواجهة. وأخيراً، ارتبطت التغيرات المفاجئة والجريئة في البيئات الاقتصادية وفقدان شبكات الأمان الاجتماعي - ولا سيما الإعانات الاجتماعية والطوابع الغذائية - بارتفاع مستويات استهلاك الكحول والإجهاد النفسي لدى الرجال، مما أدى إلى ارتفاع معدلات وفيات الذكور. ويرجع ذلك إلى أن مثل هذه المواقف تجعل من الصعب على الرجال في كثير من الأحيان توفير احتياجات أسرهم، وهي مهمة لطالما اعتبرت «جوهر الذكورة». وقد أظهرت تحليلات بأثر رجعي لأشخاص مصابين بنزلة البرد أن الأطباء يقللون من شأنهم، وأنهم أكثر استعدادًا لإعطاء الأعراض والمرض للنساء أكثر من الرجال. تعيش النساء أكثر من الرجال في جميع البلدان - وعبر جميع الفئات العمرية - والتي توجد لها سجلات موثوقة.

## أشكال التفاوت بين الجنسين

### نسبة الذكور إلى الإناث
عند الولادة، يفوق عدد الفتيان عدد الفتيات بنسبة 105 أو 106 من الذكور إلى 100 من الإناث. ومع ذلك - بعد الحمل - تُفضل البيولوجيا النساء. وقد أظهرت الأبحاث أنه إذا كان الرجال والنساء يتلقون تغذية مماثلة والعناية الطبية والرعاية الصحية العامة، فإن النساء سيعيشون أطول من الرجال. هذا لأن النساء - بشكل عام - أكثر مقاومة للأمراض وأقل عرضة للظروف الوراثية الموهنة. ومع ذلك - وبالرغم من الأبحاث الطبية والعلمية التي تظهر أنه عند إعطاء نفس الرعاية مثل الذكور تميل الإناث إلى الحصول على معدلات بقاء أفضل من الذكور - فإن نسبة النساء إلى الرجال في المناطق النامية مثل جنوب آسيا وغرب آسيا والصين يمكن أن تكون منخفضة مثل 0.94 أو حتى أقل. هذا الانحراف عن النسبة الطبيعية بين الذكور والإناث قد وصفه الفيلسوف والخبير الاقتصادي الهندي أمارتيا سين بأنها ظاهرة «المرأة المفقودة». وفقا لتقرير التنمية في العالم لعام 2012، يقدر عدد النساء المفقودات بحوالي 1.5 مليون امرأة سنوياً مع فقدان غالبية النساء في الهند والصين.

### معدل وفيات الإناث
في العديد من المناطق النامية، تعاني النساء من مستويات عالية من الوفيات. وينجم العديد من هذه الوفيات عن وفيات الأمهات وعن الإصابة بفيروس نقص المناعة البشرية / الإيدز. على الرغم من أنه لم يتم تسجيل سوى 1900 حالة وفاة بين الأمهات في الدول ذات الدخل المرتفع في عام 2008، فقد شهدت الهند وأفريقيا بالتحديد في جنوب الصحراء الكبرى مجموع 266,000 حالة وفاة بسبب أسباب مرتبطة بالحمل. في الصومال وتشاد، تموت واحدة من كل 14 امرأة لأسباب تتعلق بميلاد الطفل. بالإضافة إلى ذلك، يساهم وباء فيروس نقص المناعة البشرية / الإيدز بشكل كبير في وفيات الإناث. وتثبت هذه الحالة بشكل خاص بالنسبة لأفريقيا في جنوب الصحراء الكبرى، حيث تمثل النساء 60٪ من جميع حالات العدوى بفيروس نقص المناعة البشرية بين البالغين.

### نتائج الصحة
تميل النساء إلى الحصول على نتائج صحية أقل من الرجال لعدة أسباب تتراوح بين الحفاظ على مخاطر أكبر للأمراض إلى ارتفاع معدلات الوفيات. في تقرير أبحاث مركز الدراسات السكانية الذي أعدته راشيل سنو والذي يقارن سنوات العمر المعدلة باحتساب العجز (المعروفة بالأنجليزية DALY) لكل من الذكور والإناث، فإن سنوات العمر المعدلة (DALY) المفقودة للإناث من الأمراض التي تنتقل بالاتصال الجنسي مثل السيلان والكلاميديا تزيد على عشرة أضعاف تلك من الذكور. وعلاوة على ذلك، فإن نسبة سنوات العمر المعدلة للنساء (DALYs) إلى نسبة سنوات العمر المعدلة للذكور (DALYs) للأمراض المرتبطة بسوء التغذية مثل فقر الدم بعوز الحديد غالباً ما تكون قريبة من 1.5، مما يشير إلى أن سوء التغذية يؤثر على النساء عند مستوى أعلى بكثير من الرجال. بالإضافة إلى ذلك - فيما يتعلق بالأمراض العقلية - فإن النساء أيضاً أكثر عرضة من الرجال بنسبة تصل إلى ثلاث مرات أكثر من الرجال المصابين بالاكتئاب. فيما يتعلق بمعدلات الانتحار، فإن ما يصل إلى 80٪ من الذين انتحروا أو حاولوا الانتحار في إيران هم من النساء.
في البلدان المتقدمة التي تتمتع بمساواة اجتماعية وقانونية أكثر، يمكن أن تؤدي النتائج الصحية العامة إلى إفساد الرجال. فعلى سبيل المثال، في الولايات المتحدة - اعتبارًا من عام 2001 - كان متوسط العمر المتوقع للرجال أقل بخمس سنوات من النساء بعد عام واحد من عام 1920. ويموت الرجال بمعدلات أعلى من جميع الأسباب العشرة الأولى للوفاة، وخاصة أمراض القلب والسكتة الدماغية. الرجال يموتون من الانتحار بشكل أكثر تكراراً، على الرغم من أن النساء في كثير من الأحيان لديهم أفكار انتحارية ومعدل محاولة الانتحار هو نفسه بالنسبة للرجال والنساء (انظر الاختلافات بين الجنسين في الانتحار). قد يعاني الرجال من اكتئاب غير مشخص بشكل متكرر بسبب الاختلافات بين الجنسين في التعبير عن المشاعر. من المرجح أن يستهلك الرجال الأمريكيون الكحول، الدخان، الانخراط في سلوكيات محفوفة بالمخاطر وتأجيل الرعاية الطبية.
انتشار الورم الميلانيني له اختلافات قوية مرتبطة بالنوع الاجتماعي وتختلف باختلاف العمر.
تتفوق النساء على الرجال في 176 دولة. البيانات من 38 دولة تظهر النساء اللواتي يعانين من ظروف حياة أعلى من الرجال طوال السنين عند الولادة وعند سن الخمسين. من المرجح أن يموت الرجال من ثلاثة عشر سبباً من الأسباب الخمسة عشر الرئيسية للوفاة في الولايات المتحدة. ومع ذلك، فإن النساء أكثر عرضة للمعاناة من المرض من الرجال ويفوت العمل بسبب المرض طوال الحياة. وهذا ما يسمى تناقض الوفيات والمراضة  وهذا ما يفسره وجود فائض من الضيق النفسي - وليس الجسدي بين النساء - وكذلك ارتفاع معدلات التدخين بين الرجال. كما يساهم الأندروجين في عجز الذكور في طول العمر.
1. ↑  "International Law & World Order: Weston's & Carlson's Basic Documents IV.F.11 Constitution of the United Nations Industrial Development Organization (8 Apr 1979)". International Law & World Order: Weston's & Carlson's Basic Documents. مؤرشف من الأصل في 2020-03-15. اطلع عليه بتاريخ 2018-12-21.
2. 1 2  Yves، Beigbeder (2013-07). "World Health Organization (WHO)". Max Planck Encyclopedia of Public International Law. Oxford University Press. ISBN:9780199231690. مؤرشف من الأصل في 13 مارس 2020. {{استشهاد بدورية محكمة}}: تحقق من التاريخ في: |تاريخ= (مساعدة)
3. 1 2  Whitehead, M (1990). The Concepts and Principles of Equity in Health (PDF)(Report). Copenhagen: WHO, Reg. Off. Eur. p. 29. Retrieved 18 Mar 2013. نسخة محفوظة 17 مايو 2017 على موقع واي باك مشين.
4. ↑  Braveman، Paula (13 مارس 2006). "HEALTH DISPARITIES AND HEALTH EQUITY: Concepts and Measurement". Annual Review of Public Health. ج. 27 ع. 1: 167–194. DOI:10.1146/annurev.publhealth.27.021405.102103. ISSN:0163-7525. مؤرشف من الأصل في 2019-12-15.
5. ↑  Vlassoff، Carol (2007-3). "Gender Differences in Determinants and Consequences of Health and Illness". Journal of Health, Population, and Nutrition. ج. 25 ع. 1: 47–61. ISSN:1606-0997. PMC:3013263. PMID:17615903. مؤرشف من الأصل في 2019-08-06. {{استشهاد بدورية محكمة}}: تحقق من التاريخ في: |تاريخ= (مساعدة)صيانة الاستشهاد: تنسيق PMC (link)
6. ↑  Márquez, Patricia (1999). The Street Is My Home: Youth and Violence in Caracas. Stanford, CA: Stanford University Press.
7. ↑  Brainerd, Elizabeth; Cutler, David (2005). "Autopsy on an Empire: Understanding Mortality in Russia and the Former Soviet Union". Ann Arbor, MI: William Davidson Institute.
8. ↑  Sue, Kyle. "The science behind 'man flu.'" BMJ 2017;359:j5560 doi: 10.1136/bmj.j5560

http://press.psprings.co.uk/bmj/december/manflu.pdf Page 2. نسخة محفوظة 08 ديسمبر 2017 على موقع واي باك مشين. [وصلة مكسورة]
9. ↑  Austad، Steven N.؛ Bartke، Andrzej (6 مايو 2015). "Sex Differences in Longevity and in Responses to Anti-Aging Interventions: A Mini-Review". Gerontology. ج. 62 ع. 1: 40–46. DOI:10.1159/000381472. ISSN:0304-324X. مؤرشف من الأصل في 2019-12-15.
10. ↑  Dennerstein, L; Feldman, S; Murdaugh, C; Rossouw, J; Tennstedt, S (1977). 1997 World Congress of Gerontology: Ageing Beyond 2000 : One World One Future. Adelaide: International Association of Gerontology.
11. ↑  "X chromosomes key to sex differences in health". EurekAlert! (بالإنجليزية). Archived from the original on 2018-12-22. Retrieved 2018-12-17.
12. ↑  https%3A%2F%2Fjournals.sagepub.com%2Fdoi%2Ffull%2F10.2217%2FWHE.10.8& "SAGE Journals: Your gateway to world-class journal research". SAGE Journals (بالإنجليزية). DOI:10.2217/whe.10.8. Archived from https%3A%2F%2Fjournals.sagepub.com%2Fdoi%2Ffull%2F10.2217%2FWHE.10.8& the original on 2019-12-15. Retrieved 2018-12-17. {{استشهاد ويب}}: تحقق من قيمة |مسار أرشيف= (help) and تحقق من قيمة |مسار= (help)
13. ↑  Simon، Axel (31 يناير 2016). Baumschlager-Eberle 2002-2007. Berlin, Boston: De Gruyter. ISBN:9783990431344. مؤرشف من الأصل في 2020-01-10.
14. 1 2  Carr، Griselda؛ Duncan، Beverley؛ Duncan، Otis Dudley (1979-11). "Sex Typing and Social Roles--A Research Report". Population Studies. ج. 33 ع. 3: 577. DOI:10.2307/2173903. ISSN:0032-4728. مؤرشف من الأصل في 15 مارس 2020. {{استشهاد بدورية محكمة}}: تحقق من التاريخ في: |تاريخ= (مساعدة)
15. ↑  Murray, C. J. L.; Mathers, C.; Chatterji, S.; Ayuso-Mateos, J. L.; Üstün, T. B. (2004/05). "Global burden of depressive disorders in the year 2000". The British Journal of Psychiatry (بالإنجليزية). 184 (5): 386–392. DOI:10.1192/bjp.184.5.386. ISSN:1472-1465. Archived from the original on 2019-04-14. {{استشهاد بدورية محكمة}}: تحقق من التاريخ في: |تاريخ= (help)
16. ↑  Mohammadi, Mohammad-Reza; Ghanizadeh, Ahmad; Rahgozart, Mehdi; Noorbala, Ahmad Ali; Malekafzali, Hossein; Davidian, Haratoun; Naghavi, Hamidreza; Soori, Hamid; Yazdi, Seyed Abbas Bagheri (2005). "Suicidal Attempt and Psychiatric Disorders in Iran". Suicide and Life-Threatening Behavior (بالإنجليزية). 35 (3): 309–316. DOI:10.1521/suli.2005.35.3.309. ISSN:1943-278X. Archived from the original on 2019-12-15.
17. 1 2  Zamora, Dulce. "Men's Top 5 Health Concerns". WebMD (بالإنجليزية). Archived from the original on 2018-12-22. Retrieved 2018-12-17.
18. ↑  "Men's Health". medlineplus.gov. مؤرشف من الأصل في 2019-05-14. اطلع عليه بتاريخ 2018-12-17.
19. ↑  Austad، Steven N.؛ Fischer، Kathleen E. (2016-06). "Sex Differences in Lifespan". Cell Metabolism. ج. 23 ع. 6: 1022–1033. DOI:10.1016/j.cmet.2016.05.019. ISSN:1550-4131. PMC:4932837. PMID:27304504. مؤرشف من الأصل في 2019-12-15. {{استشهاد بدورية محكمة}}: تحقق من التاريخ في: |تاريخ= (مساعدة)صيانة الاستشهاد: تنسيق PMC (link)
20. ↑  "Gender differences in health: Are things really as simple as they seem?". Social Science & Medicine (بالإنجليزية). 42 (4): 617–624. 1 Feb 1996. DOI:10.1016/0277-9536(95)00335-5. ISSN:0277-9536. Archived from the original on 2019-12-15.
21. ↑  Case, Anne. Paxson, Christina. "Sex Differences in Morbidity and Mortality." Demography, Volume 42-Number 2, May 2005: 189–214.

http://ai2-s2-pdfs.s3.amazonaws.com/8838/5ed24cb4148de6362e9ba157b3c00b51d449.pdf نسخة محفوظة 22 أكتوبر 2021 على موقع واي باك مشين.
22. ↑  Gems، David (22 فبراير 2014). "Evolution of sexually dimorphic longevity in humans". Aging (Albany NY). ج. 6 ع. 2: 84–91. ISSN:1945-4589. PMC:3969277. PMID:24566422. مؤرشف من الأصل في 2016-10-21.{{استشهاد بدورية محكمة}}:  صيانة الاستشهاد: تنسيق PMC (link)